# IC 388/2
IC 388/2 је галаксија у сазвијежђу Еридан која се налази на листи објеката дубоког неба у Индекс каталогу.
Деклинација објекта је - 7° 18' 21" а ректасцензија 4h 41m 54,3s. Привидна величина (магнитуда) објекта IC 388 износи 15,0 а фотографска магнитуда 16,0. IC 3882 је још познат и под ознакама NPM1G -07.0168, PGC 1021186.